# Aleuroclava stereospermi
Aleuroclava stereospermi là một loài côn trùng cánh nửa trong họ Aleyrodidae, phân họ Aleyrodinae.
Aleuroclava stereospermi được Corbett miêu tả khoa học đầu tiên năm 1935.